# Dakota Ditcheva
Dakota Lili-Joa Ditcheva (ur. 25 lipca 1998 w Sale) – angielska zawodniczka MMA walczący w kategorii muszej. Aktualnie zawodniczka PFL, gdzie w 2023 roku zwyciężyła turniej PFL Europe w wadze muszej kobiet oraz 2024 turniej główny PFL w wadze muszej kobiet.

## Życiorys
Urodzona 25 lipca 1998 roku w Sale dorastała w rodzinie zawodników sztuk walki. Jej ojciec jest Bułgarem, urodzonym w Samokowie. Jej matka, Lisa Howarth, wielokrotna mistrzyni świata w kickboxingu, wpłynęła na zainteresowanie Dakoty sportami walki. Zanurzona w tym środowisku od najmłodszych lat Dakota rozpoczęła treningi różnych dyscyplin sztuk walki, w tym kickboxingu, muay thai, a później brazylijskiego jiu-jitsu.
Przed przejściem do profesjonalnych mieszanych sztuk walki (MMA) rywalizowała głównie w kickboxingu i muay thai, zdobywając mistrzostwa w obu dyscyplinach. W maju 2016 reprezentowała Wielką Brytanię na Międzynarodowej Federacji Muaythai Amatorskiego, gdzie zdobyła złoty medal w kategorii juniorek do 57 kg.
Dakota opisuje siebie jako osobę mającą dwie narodowości: angielską i bułgarską. Regularnie wywiesza podwójną flagę angielsko-bułgarską i jest dumna ze swojego pochodzenia. Mówi trochę po bułgarsku i kilka razy w roku przyjeżdża na wieś, aby odwiedzić krewnych.
Dakota jest fanką klubu piłkarskiego Manchester City i jako znak rozpoznawczy naśladuje celebracje bramek różnych zawodników Manchesteru City po wygranych walkach.

## Osiągnięcia i nagrody

### Mieszane sztuki walki
- Professional Fighters League
  - 2023: Zwyciężczyni turnieju PFL Europe w wadze muszej kobiet
  - 2024: Zwyciężczyni turnieju PFL w wadze muszej kobiet

- Bloody Elbow
  - 2024: Wschodząca gwiazda roku[13]
- Cageside Press
  - 2024: Zawodniczka roku[14]

### Boks tajski
- International Sport Karate Association
  - 2016: Mistrzyni Wielkiej Brytanii ISKA w wadze superatomowej (-50,5 kg)

- Międzynarodowa Federacja Muaythai Amatorskiego
  - 2016: Mistrzyni IFMA w wadze muszej -57 kg (Jönköping)[10]

## Lista zawodowych walk w MMA
| Wynik   | Rekord | Przeciwnik (bilans przed walką) | Rozstrzygnięcie                                                  | Runda | Czas | Rozgrywki                                     | Data       | Miejsce             | Uwagi                                                           |
| ------- | ------ | ------------------------------- | ---------------------------------------------------------------- | ----- | ---- | --------------------------------------------- | ---------- | ------------------- | --------------------------------------------------------------- |
| Wygrana | 15-0   | Sumiko Inaba (8-1)              | Decyzja (jednogłośna)                                            | 3     | 5:00 | PFL Champions Series 2: Eblen vs. van Steenis | 19.07.2025 | Kapsztad            | Co-Main Event                                                   |
| Wygrana | 14-0   | Taila Santos (22-3)             | TKO (ciosy na korpus)                                            | 2     | 4:41 | PFL 10: 2024 PFL World Championship           | 29.11.2024 | Rijad               | Wygrała turniej PFL 2024 w wadze muszej kobiet. Co-Main Event   |
| Wygrana | 13-0   | Jena Bishop (7-1)               | TKO (kopnięcie frontalne na korpus i ciosy pięściami w parterze) | 1     | 3:54 | PFL 7: 2024 Playoffs                          | 02.08.2024 | Nashville           | Półfinał turnieju PFL 2024 w wadze muszej kobiet. Co-Main Event |
| Wygrana | 12-0   | Chelsea Hackett (4-2-1)         | TKO (cios na korpus)                                             | 1     | 3:22 | PFL 4: 2024 Regular Season                    | 13.06.2024 | Uncasville          | Playoffy sezonu regularnego PFL 2024 w wadze muszej kobiet.     |
| Wygrana | 11-0   | Lisa Mauldin (6-3)              | TKO (kolano na korpus i ciosy pięściami w parterze)              | 1     | 3:54 | PFL 1: 2024 Regular Season                    | 04.04.2024 | San Antonio         | Playoffy sezonu regularnego PFL 2024 w wadze muszej kobiet.     |
| Wygrana | 10-0   | Valentina Scatizzi (2-1)        | TKO (przerwanie przez lekarza)                                   | 1     | 5:00 | PFL Europe 4: 2023 Championships              | 08.12.2023 | Dublin              | Wygrała turniej PFL Europer 2023 w wadze muszej kobiet.         |
| Wygrana | 9-0    | Cornelia Holm (6-5)             | KO (cios na korpus)                                              | 3     | 2:55 | PFL Europe 3: 2023 Playoffs                   | 30.09.2023 | Paryż               | Półfinał turnieju PFL Europer 2023 w wadze muszej kobiet.       |
| Wygrana | 8-0    | Malin Hermansson (5-4)          | Poddanie (duszenie zza pleców)                                   | 1     | 3:52 | PFL Europe 1: 2023 Regular Season             | 25.03.2023 | Newcastle upon Tyne | Ćwierćfinał turnieju PFL Europer 2023 w wadze muszej kobiet.    |
| Wygrana | 7-0    | Katherine Corogenes (3-0)       | KO (cios pięścią)                                                | 1     | 4:20 | PFL 10: 2022 Championships                    | 25.11.2022 | Nowy Jork           |                                                                 |
| Wygrana | 6-0    | Hassna Gaber (4-1)              | TKO (poddanie się po ciosie kolanem na korpus)                   | 1     | 0:54 | PFL 9: 2022 Playoffs                          | 20.08.2022 | Londyn              | Debiut w PFL.                                                   |
| Wygrana | 5-0    | Paula Cristina (5-0)            | Decyzja (jednogłośna)                                            | 3     | 5:00 | UAE Warriors 28                               | 26.03.2022 | Abu Zabi            | Debiut w kategorii muszej. Debiut w UAE Warriors.               |
| Wygrana | 4-0    | Simone da Silva (8-3)           | TKO (ciosy pięściami)                                            | 2     | 3:42 | Pallas Athena Women's Fighting Championship 1 | 15.01.2022 | Calgary             |                                                                 |
| Wygrana | 3-0    | Patricia Borges (4-5)           | TKO (łokcie)                                                     | 1     | 3:58 | UK Fighting Championships 17                  | 27.11.2021 | Preston             | Pojedynek w limicie umownym -58 kg.                             |
| Wygrana | 2-0    | Kerry Isom (0-0)                | TKO (ciosy pięściami)                                            | 1     | 4:49 | Celtic Gladiator 30                           | 12.09.2021 | Blackburn           | Pojedynek w limicie umownym -60 kg. Debiut w Celtic Gladiator.  |
| Wygrana | 1-0    | Jenny Line (0-0)                | TKO (łokcie i kolana)                                            | 1     | 2:04 | Caged Steel 25                                | 10.04.2021 | Sheffield           | Debiut w zawodowym MMA oraz w wadze koguciej.                   |